# Goodenough-Buschkänguru

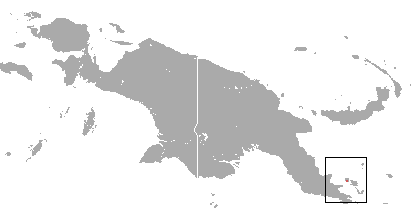
Verbreitungskarte des Goodenough-Buschkänguru

Das Goodenough-Buschkänguru (Dorcopsis atrata), auch als Schwarzes Buschkänguru bezeichnet, ist eine seltene Känguruart aus der Gattung der Buschkängurus. Es ist auf der Goodenough-Insel vor der Küste von Papua-Neuguinea endemisch.

## Merkmale
Das Goodenough-Buschkänguru erreicht eine Kopf-Rumpf-Länge von 550 bis 693 Millimetern, eine Schwanzlänge von 255 bis 423 Millimetern ein Gewicht von 3,9 bis 7,5 Kilogramm. Die Hinterfußlänge beträgt 96,8 bis 118 Millimeter und die Ohrenlänge 2,8 bis 3,5 Zentimeter. Das Fell des Goodenough-Buschkängurus ist am Rücken schwärzlich und am Bauch dunkelbraun. Der Schwanz ist an der Terminalhälfte unbehaart. Die Nase ist groß, breit und haarlos. Die Ohren sind klein und rundlich. Die Hinterfüße sind klein, während die Vorderfüße gut entwickelt und robust sind. Die Krallen sind sehr kräftig. Viele Individuen haben weiße Sohlen an den Vorderfüßen und eine weiße Schwanzspitze.

## Lebensraum
Das Goodenough-Buschkänguru bewohnt Eichen- und Scheinkastanien-Bergwälder in mittleren Höhenlagen zwischen 900 und 1600 m. Vermutlich kommt es auch in Scheinbuchen-Wäldern in Höhenlagen zwischen 1600 und 1800 Metern vor und unternimmt Wanderungen in gemischte Regenwälder unterhalb von 900 Metern. Dafür gibt es allerdings keine eindeutigen Belege.

## Lebensweise
Über die Lebensweise des Goodenough-Buschkängurus ist nur wenig bekannt. Es ist überwiegend nachtaktiv. Jedoch gibt es Berichte, dass es sich tagsüber in dichten Wäldern aufhält.  Beobachtungen an einer Gruppe in menschlicher Obhut im Jahre 1989 zeigten eine dämmerungsaktive Lebensweise. Die Nahrung besteht aus Wurzeln, Blättern, Gräsern und Früchten. Während der Paarung beißt das Männchen das Weibchen in den Nacken. Die Weibchen bringen ein Junges zur Welt. Wenn das Goodenough-Buschkänguru sitzt oder sich langsam hüpfend bewegt, berührt nur das Schwanzende den Boden.

## Gefährdung
In der Vergangenheit wurde das Goodenough-Buschkänguru stark wegen seines Fleisches bejagt. Bei einem Besuch auf der Goodenough-Insel im Jahre 1995 stellte der australische Zoologe Tim Flannery fest, dass der Jagddruck nachgelassen hätte und die Art vor allem durch Brandrodung gefährdet sei. Im Jahre 2008 klassifizierte die IUCN das Goodenough-Buschkänguru in die Kategorie „vom Aussterben bedroht“ (critically endangered).